# Патентный пул
Патентный пул — соглашение о перекрестном лицензировании в отношении защищённых принадлежащим его участниками патентами прав на взаимосвязанные изобретения (полезные модели, промышленные образцы), которое предусматривает также механизм предоставления лицензий третьим лицам на согласованных условиях.
Создание патентного пула имеет смысл в том случае, когда для развития какой-либо технологии необходимо использовать изобретения (полезные модели, промышленные образцы), защищённые взаимодополняющими патентами, принадлежащими разным лицам. Такое соглашение предотвращает конфликты между ними.
Одним из ранних примеров патентного пула является соглашение 1856 года в США между компаниями Grover & Baker, Singer и Wheeler & Wilson, каждую из которых другие обвиняли в нарушении патентных прав на швейные машинки. Они решили договориться и совместно защищать свои права. В течение многих лет, пока сроки патентов не истекли, этот патентный пул обладал монополией на производство швейных машинок.
Иногда компании сами не шли на компромиссы, которые бы позволили совместно использовать разработанные ими технологии, что блокировало развитие технологий в отраслях, формирующих основу национальной безопасности. Поэтому в США в принудительном порядке по решению властей были созданы такие патентные пулы, как Ассоциация производителей самолётов (1917 год) и Радиокорпорация Америки (1919 год).
Несмотря на это, отношение антимонопольных органов США к патентным пулам поначалу было отрицательным, и в 1940-е годы их создание в большей степени запрещалось, чем разрешалось. В результате американские компании на длительный срок прекратили попытки их создания. Ситуация стала меняться лишь в 1990-е годы. Создание патентных пулов стали разрешать в том случае, если лицензии третьим лицам предоставлялись по честным, разумным и недискриминационным ставкам, на так называемых FRAND-условиях (fair, reasonable and non-discriminatory terms). Размер роялти рассматривается в связи с ценой на технологию, производимую на основе патентов, входящих в пул (нижестоящая технология, downstream technology). Существует точка зрения, согласно которой размер роялти должен периодически пересматриваться и составлять определённый (разумный) процент от цены нижестоящей технологии. 
Примером действующего в настоящего время патентного пула является патентный пул в отношении технологии MPEG (стандарт на сжатие и воспроизведение движущихся изображений), который был создан в 1997 году и объединил 9 организаций (Fujitsu, General Instrument, Lucent, Matsushita, Mitsubishi, Philips, Scientific Atlanta, Sony, Колумбийский университет), которым принадлежали 27 патентов. Это соглашение предусматривает, что все существенные патенты, которые члены пула или покупатели лицензий пула могут получить в будущем в отношении этой технологии, автоматически передаются в пул. Для предоставления третьим лицам лицензий была создана специальная компания MPEG LA.